# Melanie Cervantes
Melanie Cervantes (nacida en Harbor City, California) es una artista y activista chicana, que vive en San Francisco, California.

## Trayectoria
Melanie Cervantes creció en una pequeña ciudad en el área de South Bay de Los Ángeles, CA en el seno de una familia humilde. Su padre era impresor de cajas de papel y la pobreza de su familia ayudó a fomentar su interés en el arte, por la necesidad de crear su propia ropa y reutilizar basura. Aprendió la teoría del color mientras ayudaba a su madre a recoger ropa en el mercado de intercambio y observó a su padre construir y reutilizar basura en su garaje.
En 2004 se graduó en UC Berkeley con una licenciatura y una formación en estudios étnicos. Gracias a estos estudios y conocimiento y a la experiencia que adquirió aquí, Cervantes participa y colabora activamente con comunidades y grupos oprimidos con el fin de que esa lucha se transforme en algo optimista, tangible y empoderado.
Cervantes tiene el deseo de cambiar la forma en que la sociedad ve a las comunidades oprimidas. Tiene la esperanza de una transformación social y radical. Sus intenciones se dirigen a  mostrar la resistencia de los grupos oprimidos a caer en el olvido, el deseo de que se conviertan en objeto de interés e investigación. Al identificarse como miembro de la comunidad chicana, ella está en contacto permanente con dicha comunidad.
En 2007, cofundó Dignidad Rebelde, un colectivo de artes gráficas con sede en el barrio de la Misión en San Francisco, una zona con fuertes raíces latinas. Dicho trabajo gráfico destaca las historias de lucha, visión, esperanzas y sueños de las personas. Al igual que la obra de Cervantes, estos artistas destacan la historia del colonialismo, el genocidio, la explotación y sus efectos en el mundo actual. La colaboración es una serie de grabados y proyectos multimedia que se centran en el Tercer Mundo (países en desarrollo), en los movimientos indígenas y en el borrado y pérdida de la cultura de estas personas. Los carteles y los grabados dan poder a la gente para transformar, cambiar, construir y proyectar. El propósito de Dignidad Rebelde es ilustrar historias de lucha, resistencia y triunfo en obras de arte que puedan ser devueltas a las manos de las comunidades que las inspiran. Las piezas realizadas son para provocar aceptación.

## Carrera profesional
Cervantes trabaja en la Fundación Akonadi, la cual apoya a organizaciones que trabajan para acabar con el racismo estructural en los Estados Unidos. Desde su puesto en Akonadi, cofundó la Red de Financiadores de Justicia del Área de la Bahía, una alianza de financiadores que trabajan para lograr subvenciones para los movimientos de justicia social afincados en la zona.
Como artista, Cervantes ha expuesto en la Galería de la Raza (San Francisco); Woman Made Gallery y Museo Nacional de Arte Mexicano (Chicago); Centro de Artes Culturales Mexic-Arte y Guadalupe (Austin, TX); Crewest (Los Ángeles); y en el Musée d'Aquitaine (Burdeos, Francia). Su trabajo se encuentra en colecciones públicas del  Center for the Study of Political Graphics, la Colección Latinoamericana de la Biblioteca Verde en Stanford y el Centro de Investigación Hispana en la Universidad Estatal de Arizona, así como en varias colecciones privadas en los Estados Unidos. Ella formó Dignidad Rebelde con el grabador Jesús Barraza, un proyecto colaborativo de artes gráficas que utiliza los principios del Xicanisma (Feminismo chicano) y el Zapatismo para traducir historias de lucha y resistencia en obras de arte que pueden ser devueltas a las manos de las comunidades que las inspiran. Su arte destaca temas relacionados con la inmigración, la reforma carcelaria, los movimientos de liberación del Tercer Mundo y la injusticia económica.
Su trabajo se puede encontrar en el libro de Dylan Miner, Creating Azatl án. También ha sido incluido en la reciente beca en estudios chicanos / o de mujeres revolucionarias de color en el libro de Claudia D. Hernández 'Mujeres, Mujeres, Ixoq: Visiones Revolucionarias'.
Cervantes es miembro del Colectivo Justseeds, Taller Tupac Amaru y del Consejo Gráfico.